# Marvel vs. Capcom: Clash of Super Heroes
Marvel vs. Capcom: Clash of Super Heroes (マーヴル VS. カプコン クラッシュ オブ スーパーヒーローズ?, Māvuru bāsasu Kapukon: Kurasshu obu Sūpā Hīrōzu) è il quinto videogioco della serie di videogiochi prodotti dalla Capcom con licenza di utilizzo dei personaggi Marvel Comics, ed il terzo con i personaggi Capcom (vedi la serie di Marvel vs. Capcom). A differenza di X-Men vs. Street Fighter e Marvel Super Heroes vs. Street Fighter, il videogioco include personaggi da numerosi franchise Capcom, come Mega Man e Strider, oltre ai consueti personaggi di Street Fighter. Il videogioco si svolge nell'ambito della continuità dei fumetti Marvel, e vede il Professor Charles Xavier richiamare gli X-Men e gli altri eroi, affinché lo fermino prima che la sua coscienza si fonda con quella di Magneto, trasformandolo nell'essere conosciuto Onslaught, boss finale del gioco.

## Modalità di gioco
Il gameplay di Marvel vs. Capcom: Clash of Super Heroes è quello tipico dei videogiochi della serie Marvel vs. Capcom, con due uniche differenze distintive: la possibilità di invocare per un limitato numero di volte un personaggio assistente casuale, e l'attacco "Duo Team", che permette al giocatore di controllare due personaggi contemporaneamente per un breve periodo di tempo. Nel gioco sono presenti 12 personaggi assistenti marvel e 10 personaggi assistenti capcom.

## Personaggi
| Marvel             | Capcom              |
| ------------------ | ------------------- |
| Spider-Man         | Ryu                 |
| Captain America    | Zangief             |
| Hulk               | Chun-Li             |
| Wolverine          | Mega Man            |
| Venom              | Jin Saotome         |
| Gambit             | Morrigan Aensland   |
| War Machine        | Strider             |
|                    | Captain Commando    |
| Personaggi segreti |                     |
| Red Venom          | Lilith              |
| Orange Hulk        | Roll                |
| War Machine Gold   | Chun-Li Shadow Lady |
| Onslaught          |                     |